# Christoph Schneider
Christoph Doom Schneider, nemški glasbenik * 11. maj 1966, Vzhodni Berlin, Vzhodna Nemčija. 
Schneider je leta 1983 pri šestnajstih letih začel igrati v glasbeni skupini Feeling B in s tem začel svojo glasbeno kariero. Po razpadu skupine se je leta 1994 pridružil znani nemški skupini Rammstein. Postal je bobnar skupine njegov vzdevek pa je "Doom". 

Schneider se je dvakrat poročil in enkrat ločil. Z drugo ženo Ulrike Schmid ima tri otroke.